# Martin Eder
Martin Eder (* 31. August 1968 in Augsburg) ist ein deutscher Maler.

## Werdegang
Eder wuchs in Batzenhofen auf. Ab 1986 studierte er Kommunikationsdesign an der Hochschule Augsburg und machte 1992 sein Diplom. Danach arbeitete er einige Zeit in einer Werbeagentur. 1993 bis 1995 folgte ein Studium an der Akademie der bildenden Künste Nürnberg. Von 1996 bis 1999 studierte er bei Eberhard Bosslet an der Hochschule für Bildende Künste Dresden und war 1999 bis 2001 Meisterschüler bei Bosslet. Martin Eder wird von der Galerie EIGEN + ART Berlin/Leipzig international vertreten.

## Werk
Häufige Motive von Martin Eders gegenständlichen Idyllen in Öl sind Haustiere wie Kätzchen, Häschen, Pudel oder Kanarienvögel sowie lasziv drapierte Frauen- oder Mädchenkörper (Lolita-Motive). In den naiv-kitschigen Ansichten verbirgt sich meist ein Detail, das den Blick des Betrachters irritiert und ihn zum Nachdenken verleiten soll.
Die Gemälde bedienen sich der Bildmotive des Trash, der Erotik und des Surrealismus. Sie besitzen einen Gegensatz zwischen realistisch-schönen Motiven und einer schwülstig-surrealen Gegenstimmung.
Dabei sind Kitsch und Klischee nicht „Gegenstand von Eders Bildern, sie sind deren visuelles Werkzeug“. Mittels dieser unterwandert Eder in seinen illustrativen Inszenierungen teils mehrfiguriger Gruppen Hoffnungen und Erwartungen einer vermeintlichen Idylle. Die leicht bekleideten Frauen, Angorakatzen und Pierrots seiner großformatigen Leinwände sind als Allegorie einer hypermedialisierten und hypervisuellen Gesellschaft zu verstehen.
Anders als die früheren Gruppendarstellungen zeigen seine jüngsten Arbeiten, die 2010 in der Einzelausstellung Ugly in Berlin zu sehen waren, Einzelfiguren in eng gefassten Bildfeldern. In einer Reihe von Halbporträts präsentieren die Dargestellten distanzlos ihre Makel. Die Abkehr von der vormals breiten Farbskala zu beinahe monochrom wirkenden Kompositionen führt zudem zu einer Steigerung der Melancholie, der Traurigkeit als zentralem Sujet von Eders Malerei.
Seit der Frühzeit des Mediums verwenden Maler, wie etwa Gustave Courbet oder Édouard Manet, die Fotografie als Studie. Auch Martin Eders Gemälde entstehen nach Fotografien und Fotocollagen. Die Fotografie ist aber auch ein ganz eigener Werkkomplex des Künstlers. Überlebensgroß und überdeutlich fixiert, erfassen Eders Fotografien Frauenakte, deren physische Versehrtheit an die Körperlichkeit eines Lars von Trier erinnern. Die kühle Ästhetik der Fotografien korreliert mit der teils bedrückenden, zumindest immer fragwürdigen Atmosphäre der Darstellung, sodass auch Eders Fotografien eine Allegorie der Melancholie von Schönheit sind.
In akkurater Feinmalerei ausgeführt, präsentieren sich Eders Frauenfiguren, Tiere, Pierrots und Selbstbildnisse dem Betrachter. Doch wie im Theater befinden sich die realen Figuren in einer anderen Dimension, in die sie aus ihrer eigenen Realität geflohen sind. Mit der inhaltlichen Verhandlung der Melancholie von Schönheit und der Darstellung des menschlichen Makels in scheinbar makelloser Malerei und Fotografie hält „Eder [...] mit seinem Kitsch dem Kunstbetrieb einen Zerrspiegel vor“. In Zeiten der konzeptuellen Malerei reflektiert Eder so die medienkritischen Möglichkeiten der zeitgenössischen Malerei. Ob als „Meister des schlechten Geschmacks“ oder Meister der „Hässlichen“, so kritisch man Eders Motivation/Ambition betrachten kann, seine Kunst polarisiert.
Eder tritt als Ruin auch als experimenteller Black-Metal-Musiker auf. Martin Eder lebt und arbeitet in Berlin.

## Einzelausstellungen
- "Dystopia", Galerie EIGEN + ART, Berlin, 2019
- "PARASITES", Newport Street Gallery, London, 2018
- "Martyrium", Galerie EIGEN + ART, Leipzig, 2017
- "La Vida es Sueno", Galeria Hilario Galguera, Mexico, 2016
- Those Bloody Colours, Galerie EIGEN + ART, Berlin, 2015
- "Asymmetry", Galerie EIGEN + ART, Berlin, 2012
- "Ugly", Galerie EIGEN + ART, Berlin, 2010
- Hauser & Wirth London, London, England, 2009
- Der dunkle Grund, Kunsthalle im Lipsius-Bau, Dresden, 2009
- Kunsthalle Mannheim, 2008
- "La Paix du Cul", Marianne Boesky Gallery, New York, 2006
- "Die Armen", Galerie EIGEN + ART, Berlin, 2006
- „fade Away – Böse Alphatiere“, Art Basel, Miami Beach 2004
- "Die Kalte Kraft", Kunstverein Lingen, 2004
- "Phantasie der Erwachsenen", Kunstverein Potsdam, 2003
- Frederick Freiser Gallery, New York, 2002
- "Forever Isn't Very Long", Städtische Kunstsammlungen Augsburg, 2001
- "BadStar", Büro für Kunst, Dresden, 2001
- "Something Slightly Different-From the Beginning After the End", Oktogon, HfBK Dresden, 2001
- "P..P..Pipi-Paradiso, my favourite rooms", Studiohaus Galerie für Zeitgenössische Kunst, Leipzig, 2000

## Gruppenausstellungen (Auswahl)
- "Animals in Art", ARKEN Museum of Modern Art, Kopenhagen, Dänemark, 2020
- Alex Katz – Martin Eder", Patricia Low Contemporary, Gstaad, Schweiz, 2018
- "Neue schwarze Romantik", Künstlerhaus Bethanien, Berlin, 2017
- "Body & Soul", Essl Museum – Kunst der Gegenwart, Klosterneuburg, Österreich, 2016
- "Malerei, böse", Kunstverein Hamburg, 2015
- "Alles Schön und Gut?", Gerisch Stiftung, Neumünster, 2014
- BubeDameKönigAss, Neue Nationalgalerie, Berlin, 2013
- "Es lebe die Malerei. Junge Kunst aus der Sammlung Essl", Essl Museum – Kunst der Gegenwart, Schömer Haus, Klosterneuburg/Wien, 2011
- "FESTIVAL DER TIERE. Eine Ausstellung für Kinder", Essl Museum – Kunst der Gegenwart, Klosterneuburg/Wien, 2011
- "Full House – Gesichter einer Sammlung", Kunsthalle Mannheim 2006
- "Netherlands v. Germany 3-3", Gemeentemuseum, Den Haag, Niederlande 2006
- "VNG-art präsentiert deutsche Malerei", Muzeum Rzezby, Krolikarnia, Warschau; Städtische Galerie Arsenal, Poznań, Polen 2006
- Hauser & Wirth London, London, England, 2009
- "After Cézanne", LA Moca, Los Angeles, USA 2006
- Der dunkle Grund, Kunsthalle im Lipsius-Bau, Dresden, 2009
- 2. Prag Biennale, Prag 2005
- Kunsthalle Mannheim, 2008
- 25 Sammlung Deutsche Bank, Deutsche Guggenheim, Berlin 2005
- "La Paix du Cul", Marianne Boesky Gallery, New York, 2006
- "Girls on Film", Zwirner & Wirth, 2005
- "Die Armen", Galerie EIGEN + ART, Berlin, 2006
- "Portrait", Galerie EIGEN +ART, Berlin 2005
- „fade Away – Böse Alphatiere“, Art Basel, Miami Beach 2004
- David Zwirner Gallery, New York City 2004
- "Die Kalte Kraft", Kunstverein Lingen, 2004
- "Coup de coeur / a sentimental choice", CRAC Alsace Altkirch 2003
- "Phantasie der Erwachsenen", Kunstverein Potsdam, 2003
- "Gruppenausstellung" Sommer Contemporary Art, Israel 2003
- Frederick Freiser Gallery, New York, 2002
- Sommer bei EIGEN + ART, Berlin 2003
- "Forever Isn't Very Long", Städtische Kunstsammlungen Augsburg, 2001
- "Taboo",  Galerie Roger Pailhas, 2003
- "BadStar", Büro für Kunst, Dresden, 2001
- Kunstpreis Böttcherstrasse, Kunsthalle Bremen, 2003
- "Something Slightly Different-From the Beginning After the End", Oktogon, HfBK Dresden, 2001
- "Adieu Avantgarde – Willkommen zu Haus", Ludwig Forum, Aachen 2003
- "P..P..Pipi-Paradiso, my favourite rooms", Studiohaus Galerie für Zeitgenössische Kunst, Leipzig, 2000
- "Zukunft" (mit Thoralf Knobloch und David Schnell), Sandroni Rey Gallery, Los Angeles 2003
- "Split Points", National Gallery Prague, Prag 2002
- "Anker", annet gelink galerie, Amsterdam 2002
- "GASAG Kunstpreis 2002", 2yk Galerie am Flutgraben, Berlin 2002
- "Sommer bei EIGEN+ART", Galerie EIGEN+ART, Leipzig 2002
- "Without Consent", Centre d’Art, Neuchâtel, Schweiz 2002
- "Electric Dreams”, Curve Gallery, Barbican Arts Centre, 2002
- "Over the Moon. Große Gefühle zwischen Inszenierung und Authentizität", Kunstamt Berlin-Kreuzberg, Berlin 2002
- "Wirklichkeit in der zeitgenössischen Malerei", Städtische Galerie, Delmenhorst 2001
- "Summer Show", D'Amelio Terras, New York City 2001
- Museum Für Moderne Kunst / Hauptzollamt, Frankfurt am Main 2000
- Galerie EIGEN+ART, Leipzig 2000
- "alltomorrowsparties", LeRoy Niemann Gallery, Columbia University, New York City 2000
- "Z 2000", Akademie der Künste Berlin 2000
- "I love You too, but...", Galerie für Zeitgenössische Kunst, Leipzig 2000
- "Les Prochaines", Galerie Dorothea Deimann, Basel 1999
- "W..Words Don't Come Easy II" (Performance), Alte Pinakothek, München 1999
- "W..Words Don't Come Easy I" (Videoscreening), The Luxor Hotel, Las Vegas, USA 1999
- "Pitstops", Kaufhaus Esders, Dresden 1999
- Novaphorm™ Label, WMF, Berlin 1999
- Novaphorm™ Textzone, Literaturhaus, München 1999
- Novaphorm™ beautystyle, Galerie Arndt & Partner, Berlin 1998
- Novaphorm™ aromastrip, Young European Artists, Espace des Arts, Chalon-sur-Saône 1998
- Recycling Novaphorm™ hotel, Sammlung Hoffmann, Berlin 1997
- "heaven", PS 1, New York City 1997
- Novaphorm™ hotel, während der documenta X, Kassel 1997
- Novaphorm™ electrolux lounge; Haus Schwarzenberg, Berlin 1997
- Novaphorm™ chill out, Voxxx Galerie, Chemnitz 1997
- "Postwar Disasters s,m,l,xl", Gut Keferloh 1997
- Novaphorm™ disco, Gipsstr. 23, Berlin 1996
- Galerie Eigen+Art im Taschenbergpalais, Dresden 1996
- "Uptown Classics", Galerie Upart, München 1995
- "Wood", L.O.F.T. Galerie, Augsburg 1993